# ديريك وونغ
ديريك وونغ (بالصينية: 黄梓良؛ بالإنجليزية: Derek Wong) هو لاعب كرة الريشة سنغافوري، ولد في 13 يناير 1989 في سنغافورة.

## وصلات خارجية
- ديريك وونغ على موقع BWF.tournamentsoftware.com (الإنجليزية)
- ديريك وونغ على موقع BWFbadminton.com (الإنجليزية)
- ديريك وونغ على موقع اللجنة الأولمبية الدولية (الإنجليزية)
- ديريك وونغ على موقع أوليمبيديا (الإنجليزية)
- ديريك وونغ على موقع اللجنة الأولمبية السنغافورية (الإنجليزية)
- ديريك وونغ على موقع اتحاد ألعاب الكومنولث (مؤرشف) (الإنجليزية)
- ديريك وونغ على موقع اتحاد ألعاب الكومنولث (مؤرشف) (الإنجليزية)
- ديريك وونغ على موقع دورة ألعاب الكومنولث 2014 (مؤرشف) (الإنجليزية)